# 林肯 (印第安納州)
林肯（英語：Lincoln）是位於美國印地安納州卡斯縣的一個非建制地區。該地的面積和人口皆未知。

## 地理
林肯的座標為40°36′56″N 86°12′36″W / 40.61556°N 86.21000°W，而該地的平均海拔高度為238米（即781英尺）。